# من گذشته هستم
من گذشته هستم (عربی: أنا الماضي) یک فیلم به کارگردانی عزالدین ذوالفقار است که در سال ۱۹۵۱ منتشر شد. از بازیگران آن می‌توان به فاتن حمامه، عماد حمدی، زکی رستم، و فرید شوقی اشاره کرد.